# Jacqueline Perrotin
Jacqueline Perrotin (Francia, ... – Milano, 6 settembre 2019) è stata una pianista, compositrice e arrangiatrice francese.

## Biografia
Lavorò per tutta la vita in Italia, sia come musicista sia come compositrice per la TV ed il cinema. Allo Zecchino d'Oro partecipò sei volte, firmando talvolta con lo pseudonimo Famauri.
Nel 1965 ha suonato le tastiere nell'EP Proposte per Milly di Milly.
Tra le canzoni che ha scritto La busa noeva per Walter Valdi, Gli impiccati per i Gufi e Il palo della banda dell'Ortica, sempre per Valdi e poi ripresa da Enzo Jannacci.
Lavorò inoltre per la televisione, scrivendo nel 1972 le musiche per la miniserie Il giro del mondo in ottanta giorni, su testi di Umberto Simonetta ed Enrico Vaime.
Scrisse canzoni per bambini ma anche per Milly; curò le musiche di scena per tutti gli spettacoli di Paolo Poli, a partire dalla Rita da Cascia fino all'ultimo "Aquiloni" dedicato a Giovanni Pascoli, scrivendo in particolare musiche originali per Bus (ispirato agli Esercizi di stile di Raymond Queneau) e Magnificat. Nel 1971 compose la colonna sonora del film La piazza vuota diretto da Beppe Recchia.
È stata la prima moglie di Cino Tortorella, da cui ha avuto il figlio Davide. 

## Scritti
- Il grande libro delle tartarughe Ninja, De Agostini, 1989 ISBN 8841006153 ISBN 978-8841006153
- Il grande libro delle tartarughe Ninja 2, De Agostini, 1991 ISBN 8841007125 ISBN 978-8841007129
- Il grande libro di Peter Pan , De Agostini, 1991 ISBN 8841006870 ISBN 978-8841006870
- Il grande libro di una sirenetta innamorata, De Agostini 1992 ISBN 884100763X ISBN 978-8841007631
- Il grande libro di Robin Hood, De Agostini 1992 ISBN 978-8841007624
- Il grande libro dei gemelli nel segno del destino, De Agostini 1993 ISBN 8841502444 ISBN 978-8841502440

## Canzoni
- La giostra del carillon (1963) (scritta da Sandro Tuminelli)
- Se avessi (1964) (scritta da Augusto Quieto)
- La tromba del pagliaccio (1965) (scritta da Sandro Tuminelli)
- L'ochetta Gelsomina (1966) (scritta da Carlo Bressan)
- I castelli di Brisighella (1977) (scritta da Sandro Tuminelli)
- I tre pagliacci (1993) (scritta da Sandro Tuminelli)